# Compolibat
Compolibat település Franciaországban, Aveyron megyében. Lakosainak száma 334 fő (2022. január 1.). Compolibat Brandonnet, Lanuéjouls, Maleville, Prévinquières, Privezac, Rieupeyroux és Le Bas-Ségala községekkel határos.

## Népesség
A település népessége az elmúlt években az alábbi módon változott:
| Lakosok száma | 556  | 472  | 469  | 417  | 370  | 355  | 347  | 334  | 337  | 334  |
|               | 1968 | 1982 | 1990 | 2006 | 2013 | 2015 | 2017 | 2019 | 2020 | 2022 |